# Carlos Zel
Carlos Zel, nome artístico de António Carlos Pereira Frazão (Parede, Cascais, 29 de setembro de 1950 — Cascais, 14 de fevereiro de 2002), foi um fadista português. Recebeu o Prémio Prestígio e o Prémio José Neves de Sousa da Casa de Imprensa.
Com mais de 30 anos de carreira, subiu ao palco no teatro de revista e musical, participou e apresentou vários programas de televisão, e na música, para além da fazer parte do elenco de várias casas de fado, actuou em todos os casinos portugueses de então e protagonizou espectáculos aquém e além fronteiras.

## Biografia
Carlos Zel nasceu a 29 de Setembro de 1950, na Parede, no concelho de Cascais (Distrito de Lisboa).
Em 1967, com apenas 17 anos, iniciou a sua carreira profissional, editando nesse ano o seu primeiro álbum, Rosa Camareira. Estreou-se, no ano seguinte, na Emissora Nacional.
Um tema, "Nunca mais Darei um Cravo" incluído no EP É Fado, traria a Carlos Zel polémica (e fama) ao ter sido gravado depois do denominado "Verão Quente de 1975" registado no ano seguinte à Revolução dos Cravos.
Cantor com várias presenças em programas televisivos desde 1980, Carlos Zel chegaria a participar, como actor, na telenovela Cinzas (1992).
Carlos Zel foi um dos sócios fundadores da Academia da Guitarra e do Fado.
Carlos Zel pisaria também os palcos do teatro, sobretudo nos anos 90, participando em várias revistas no Parque Mayer como Ai Quem Me Acode?, como fadista no musical Fados (1994) ou ainda, como actor, na opereta A Severa (1990), de Júlio Dantas.
Entre outras distinções, Carlos Zel recebeu, em 1993, o Prémio Prestígio atribuído pela Casa de Imprensa, instituição que também lhe concedeu o Prémio José Neves de Sousa em 1997.
Em 1994, o programa da RTP A Música dos Outros, apresentado por Luís Represas, dedicou o 10.º episódio à carreira musical a Carlos Zel.

"Há várias maneiras de se cantar o fado. Há quem cante com a cabeça, com a garganta ou com o diafragma. Eu canto com o coração"

 Carlos Zel (1996)
Em 1997, recebeu da Câmara Municipal de Cascais a Medalha de Mérito Cultural.
Em 1998 participou no disco Harpejos e Gorgeios da cabo-verdiana Celina Pereira.
Carlos Zel foi uma das pessoas do fado que Baptista-Bastos juntou no livro Fado Falado (1999, Ed. Ediclube), prefaciado por José Saramago e com 26 conversas com nomes desde Alcindo de Carvalho a Vicente da Câmara.
Na sua carreira, Carlos Zel actuou várias vezes fora de Portugal e para além da Europa, visitando Brasil, Argentina, Chile, Venezuela, Canadá e Senegal, incluindo no seu roteiro grandes salas como o Queen Elizabeth Hall (Londres), o Cité de la Musique (Paris) ou o New Jersey Performing Arts Center (Newark, em Nova Jérsia (EUA).
Em 2000 lança Com Tradição que seria o seu último trabalho em vida que inclui grandes fados clássicos como "Nossa Senhora do Fado", "Poema do Nosso Amor" ou "Coração Atormentado" mas também, fazendo jus ao trocadilho eufónico do título, um "Fado da Internet" ou uma versão de "Fado Tropical" de Chico Buarque. Este trabalho, com chancela da editora Movieplay, inclui ainda canções escritas por Raúl Indipwo (Duo Ouro Negro) e do filho do fadista, Nuno Frazão. A acompanhar Carlos Zel encontramos José Luís Nobre Costa (guitarra), Francisco Gonçalves (viola), Joel Pina (baixo) e Siegfried Sugg (flauta).
Carlos Zel morreu em 14 de fevereiro de 2002, em Cascais.
À data da sua morte, Carlos Zel actuava semanalmente à quarta-feira à noite no Casino Estoril, nas Quartas de Fado, um evento organizado e promovido durante dois anos pelo artista. Desde 2002, este casino passou a organizar “Grande Gala do Fado – Carlos Zel” em homenagem ao fadista
Em 2010 foi lançado um disco ao vivo chamado "Quartas de Fado", contendo uma introdução de Júlio César e músicas gravadas em 2001 nas Quartas de Fado do Casino Estoril, com a participação de Paulo Parreira e Fernando Silva na guitarra, João Mário Veiga e Carlos Garcia na viola e Pedro Nóbrega, Ricardo Cruz e Armando Figueiredo no baixo. Entre as 18 canções, recolhidas pelo investigador José Manuel Osório, encontram-se temas conhecidos como "Recado a Lisboa", "Minha Primeira Cantiga", "Loucura", "Saudades Trago Comigo" ou "Prece" e uma faixa em que Carlos Zel improvisa com o pianista Bernardo Sassetti.

## Discografia

### Singlese EP
- Minha Primeira Cantiga (EP, Parlaphone, 1971)[20]
- Teus Olhos São Horizonte (EP, EMI, 1974)[21]
- Preço da Liberdade (2xEP, BASF, 1974)[22]
- O Meu País Guerreiro e Mariante (EP, Imavox)[23]
- É Fado (EP, Roda)[5]
- "Fado Contrabadista" / "Ó Tempo Volta Para Trás" (Single, Imavox, 1978)[24]
- "Guitarrada" / "À Beira Mar" (Single, Vadeca, 1981)[25]

### Álbuns
- Rosa Camareira (1967)[2][4]
- Lusitano Vagabundo (LP, Imavox, 1978)[26]
- Carlos Zel (LP, Imavox, 1978)[27]
- Cantigamente (LP, Vadeca)[2][28]
- Carlos Zel (LP, Vadeca, 1983)[29]
- À Volta do Fado (LP, Schiu!, 1986)[2][30]
- Fados (CD, BMG, 1993)[31]
- Fado (CD, Movieplay Portuguesa, 1996)[1][2][32]
- Com Tradição (CD, Movieplay, 2000)[1][2][14][15]

### Compilações
- Fado (LP, Imavox, 1978) partilhada com Cidália e João Ferreira-Rosa[33][34]
- Minha Primeira Cantiga (CD, EMI-Valentim de Carvalho, Colecção "Caravela", 1996)[35]
- O Melhor de Carlos Zel ‎(CD, iPlay-Valentim de Carvalho, 2008)[36]
- Essencial ‎(CD, Edições Valentim de Carvalho, 2014)[37]

### Álbuns ao vivo
- Quartas de Fado (CD, Movieplay Portuguesa, 2010)[19]

### Outros

#### Participações
- Harpejos e Gorgeios de Celina Pereira (CD, Sonovox, 1998)[10]